# 金钟镒
金钟镒（韓語：김종일，1962年9月11日—），韩国男子田径运动员。他曾参加1984年夏季奥运会和1988年夏季奥运会田径比赛，还曾获得1982年亚洲运动会和1986年亚洲运动会男子跳远金牌。